# Constantin Andreas von Regel

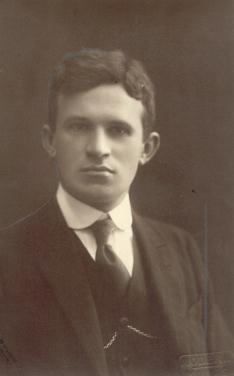
Constantin Andreas von Regel

Constantin Andreas von Regel (litauisch Konstantinas Regelis; * 10. August 1890 in Sankt Petersburg; † 22. Mai 1970 in Zürich) war ein russisch-litauischer Botaniker.
Sein botanisches Autorenkürzel lautet „C.Regel“.

## Leben
Constantin Andreas von Regel wurde 1919 Privatdozent an der Universität Tartu, 1921 Dr. phil. an der Universität Würzburg, danach Ordinarius an der Universität Kaunas (Kowno), 1923 Direktor des Botanischen Gartens daselbst. 1940 bis 1943 war er Konservator Herbier Boissier in Genf, ab 1941 auch Privat-Dozent daselbst, 1952 ordentlicher Professor in Bagdad, 1956 Professor in Istanbul, 1958 bis 1959 ordentlicher Professor in Kabul, 1961 Universitätsprofessor a. D. in Graz, 1970 Universitätsprofessor und Direktor des Instituts für Systematische Botanik an der Ege-Universität Izmir-Bornova, Mitglied mehrerer wissenschaftlicher Gesellschaften unter anderem in Skandinavien und Brasilien.
Er erforschte das arktische Russland. Seine Lehrgebiete waren die Pflanzengeographie, die Pflanzensoziologie und die angewandte Botanik.
Er war Enkel von Eduard August von Regel.